# Kuznieczicha (kuznieczichinskij sielskij okrug)
Kuznieczicha (ros. Кузнечиха) – wieś (dieriewnia) w Rosji, w obwodzie jarosławskim, w rejonie jarosławskim. W 2010 liczyła 3156 mieszkańców.